# (34472) 2000 ST115
2000 ST115 (asteroide 34472) é um asteroide da cintura principal. Possui uma excentricidade de 0.11653740 e uma inclinação de 4.43261º.
Este asteroide foi descoberto no dia 24 de setembro de 2000 por LINEAR em Socorro.